# Frankrikes diplomatiska beskickningar

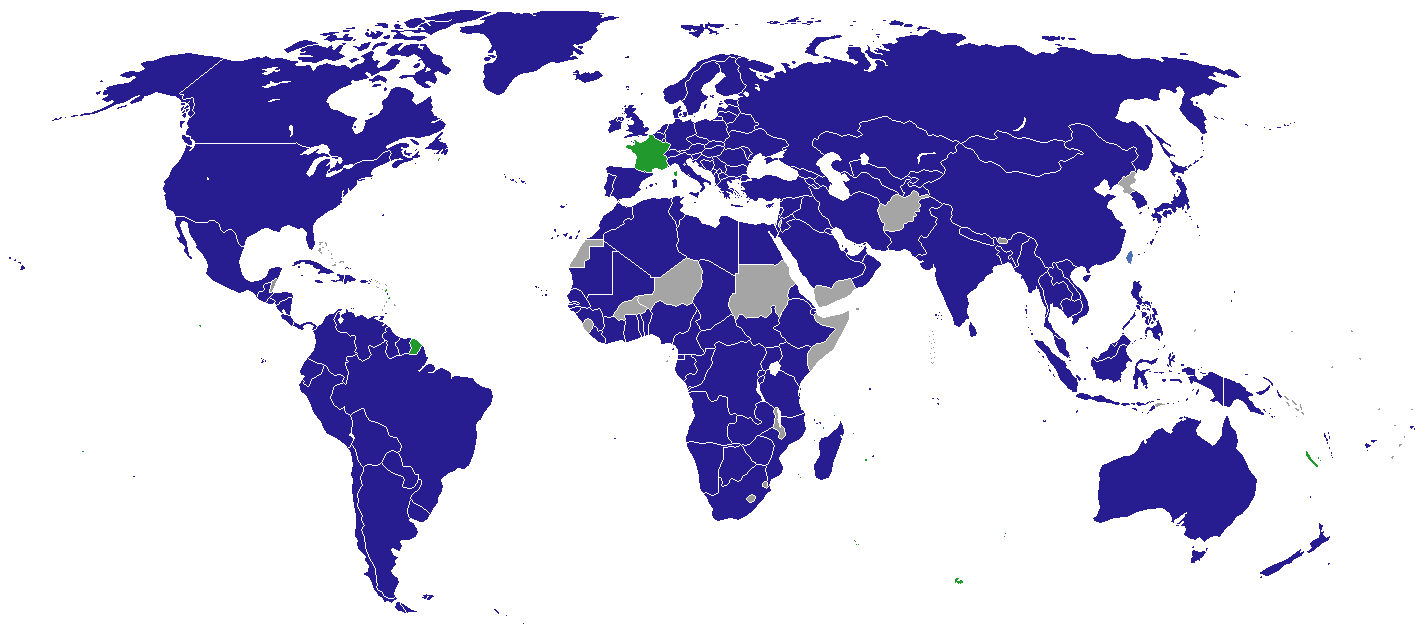
Karta över länder med Franska beskickningar

Nedan listas Frankrikes diplomatiska beskickningar i världen. Listan omfattar alla typer av permanenta franska beskickningar med undantag för honorärkonsulat. Frankrikes första diplomatiska beskickning grundades 1522 när en delegation sändes till Schweiz. Idag har Frankrike världens näst största nätverk av beskickningar, överträffat bara av USA. Trots att Frankrikes kolonialvälde upplöstes efter andra världskriget är Frankrike fortfarande en betydande internationell aktörer. Landet är en av de fem permanenta medlemmarna av FN:s säkerhetsråd, medlem av G8 såväl som en av grundarna av NATO, OECD och EU.

## Europa
- - Tirana (Ambassad)
- - Andorra (Ambassad)
- - Bryssel (Ambassad)
  - Antwerpen (Generalkonsulat)
  - Liège (Generalkonsulat)
- - Sarajevo (Ambassad)
- - Sofia (Ambassad)

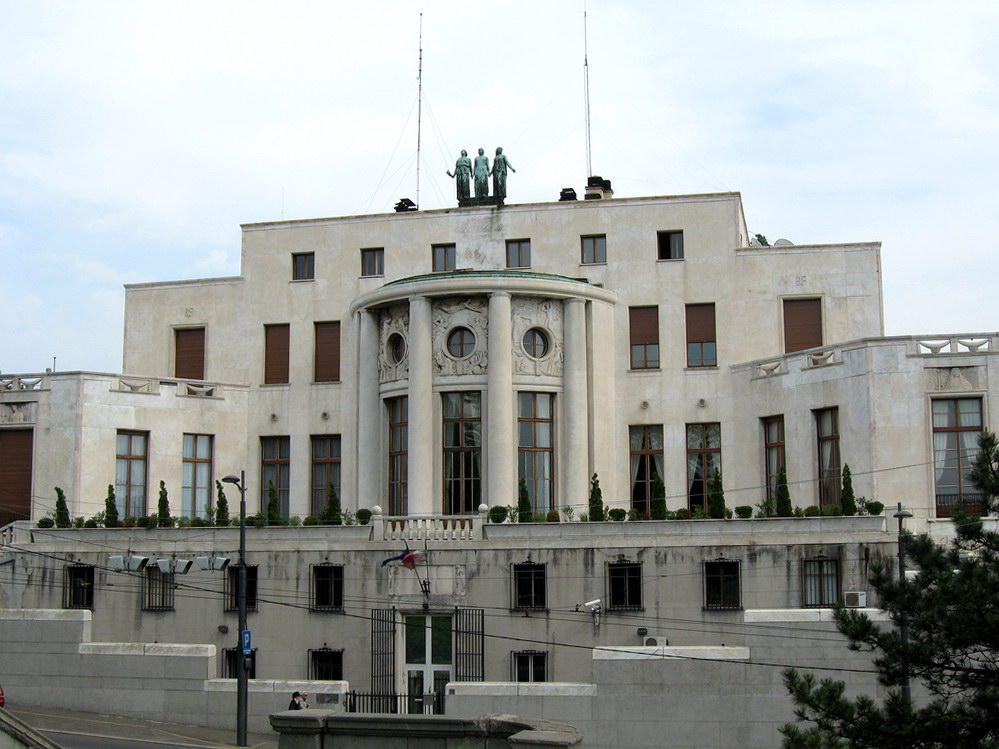
Frankrikes ambassad i Belgrad

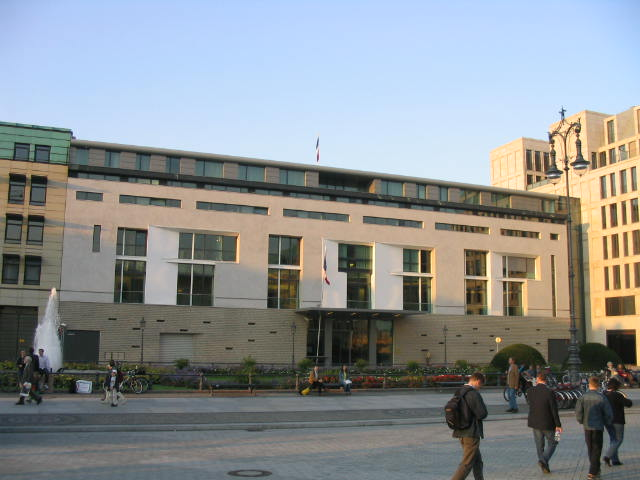
Frankrikes ambassad i Berlin

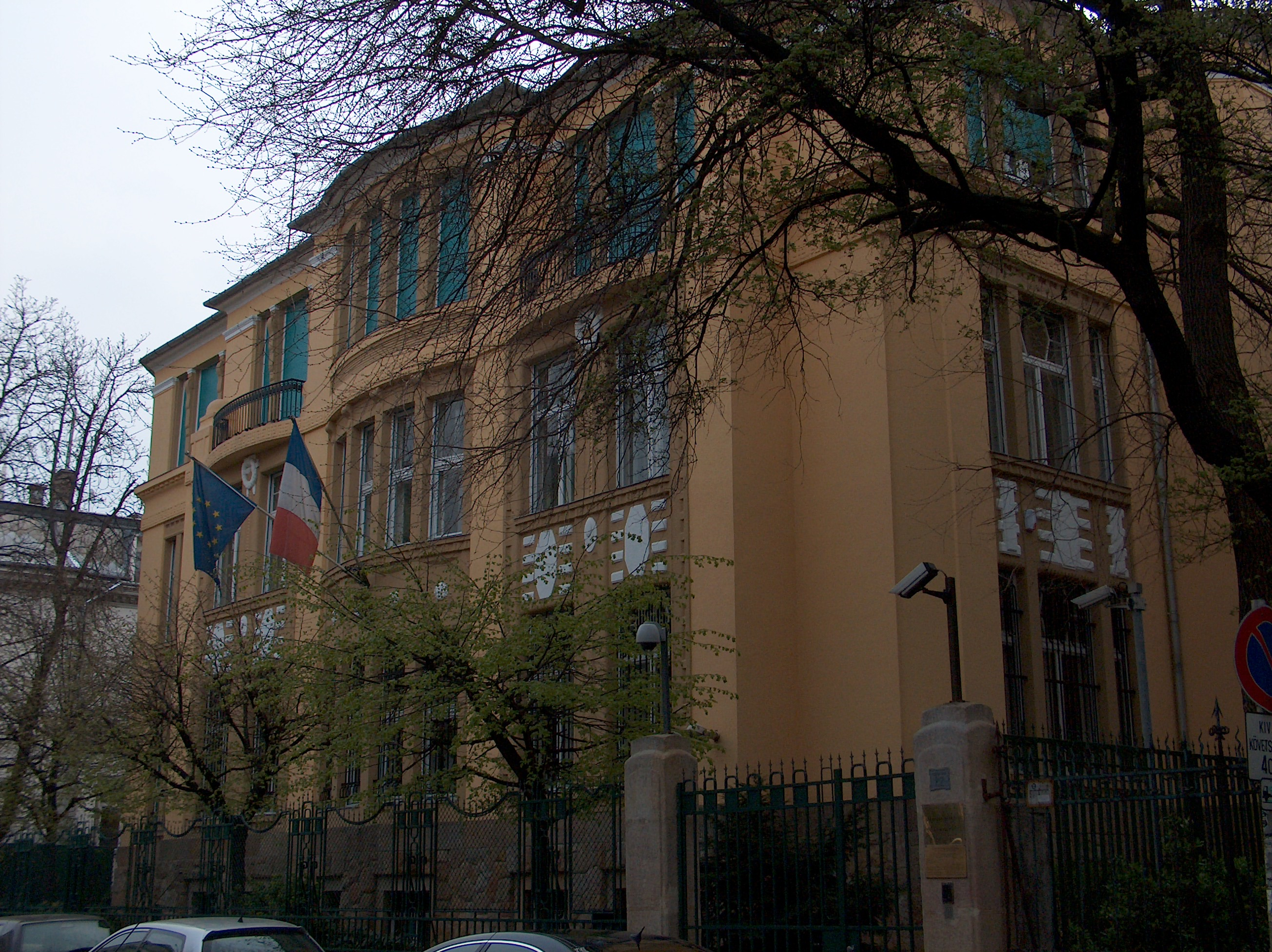
Frankrikes ambassad i Budapest

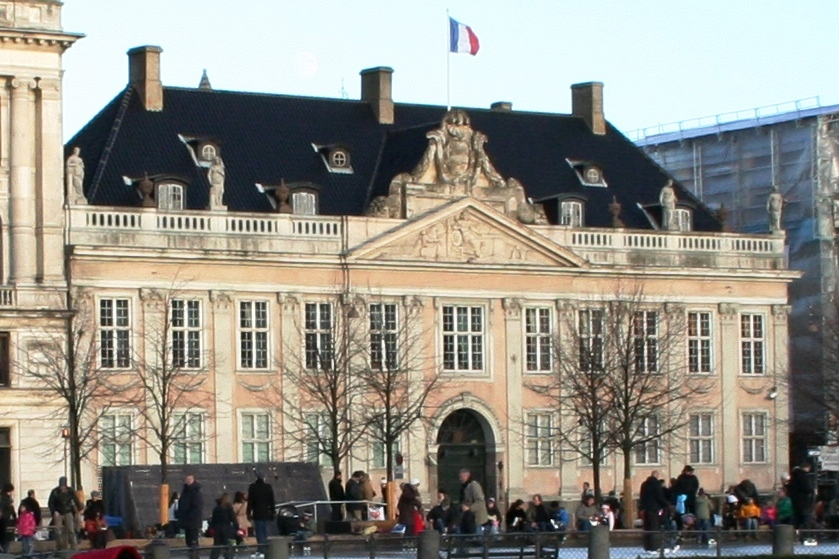
Frankrikes ambassad i Köpenhamn

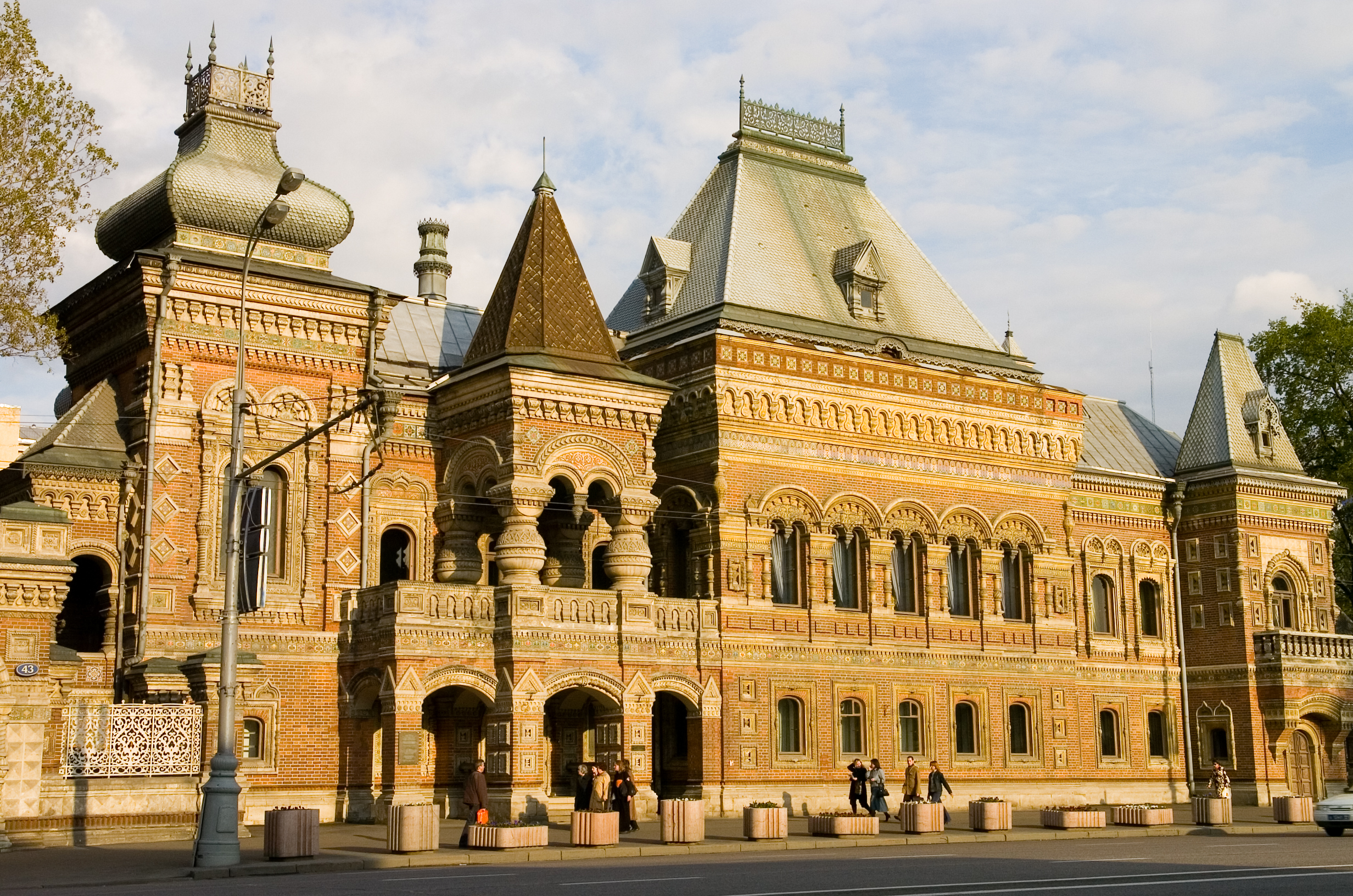
Frankrikes ambassad i Moskva

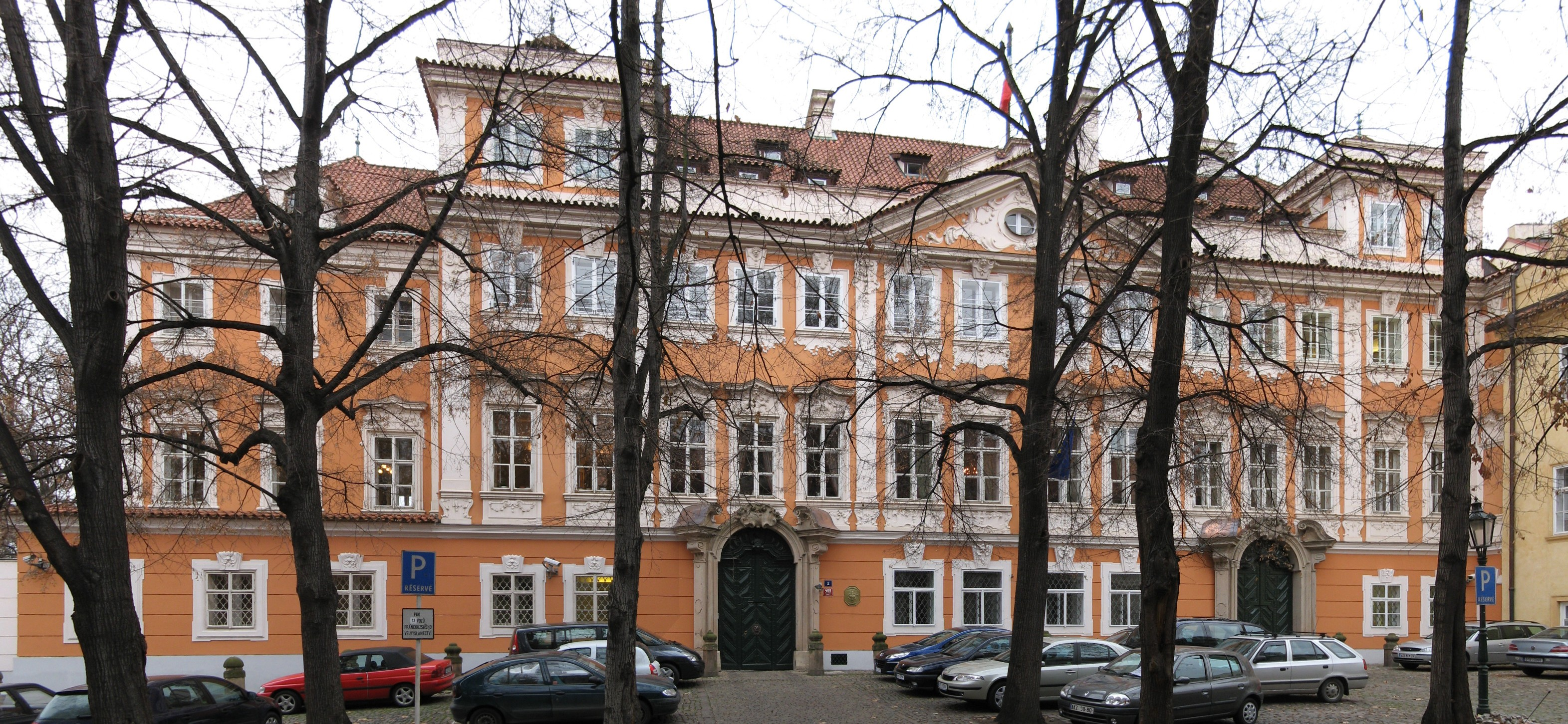
Frankrikes ambassad i Prag

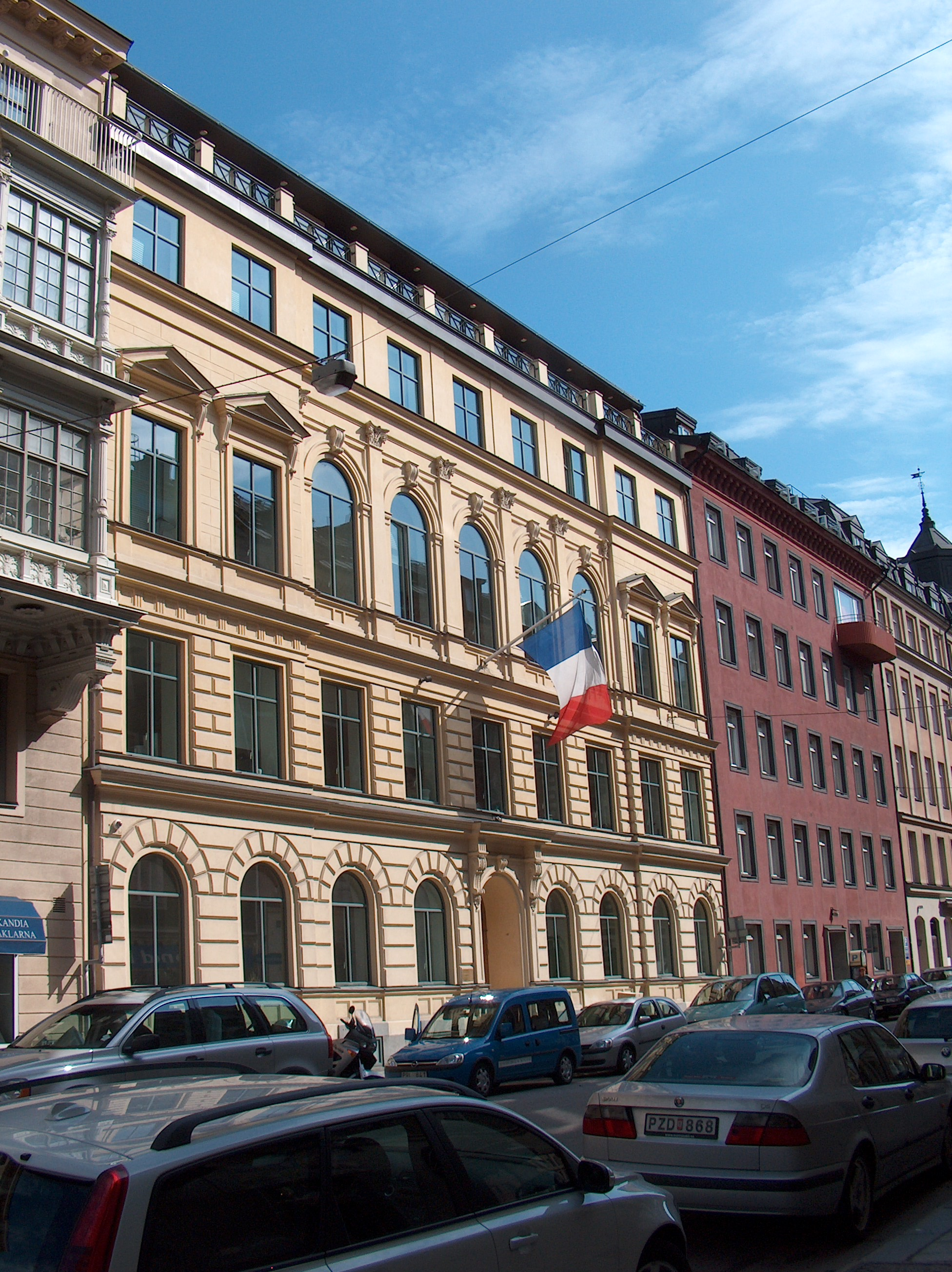
Frankrikes ambassad i Stockholm

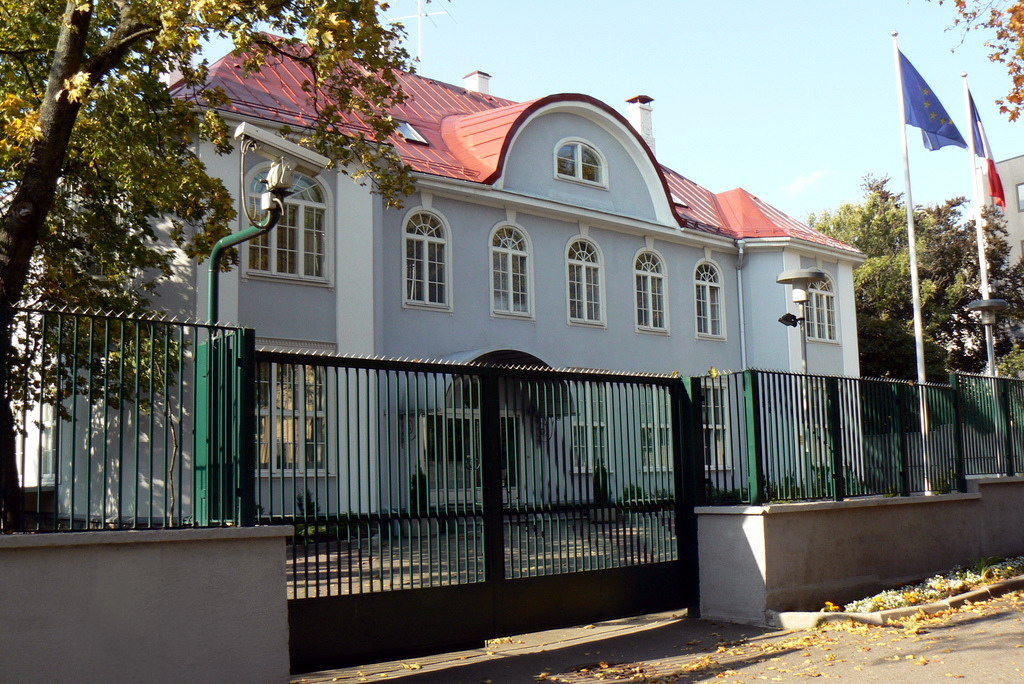
Frankrikes ambassad i Tallinn

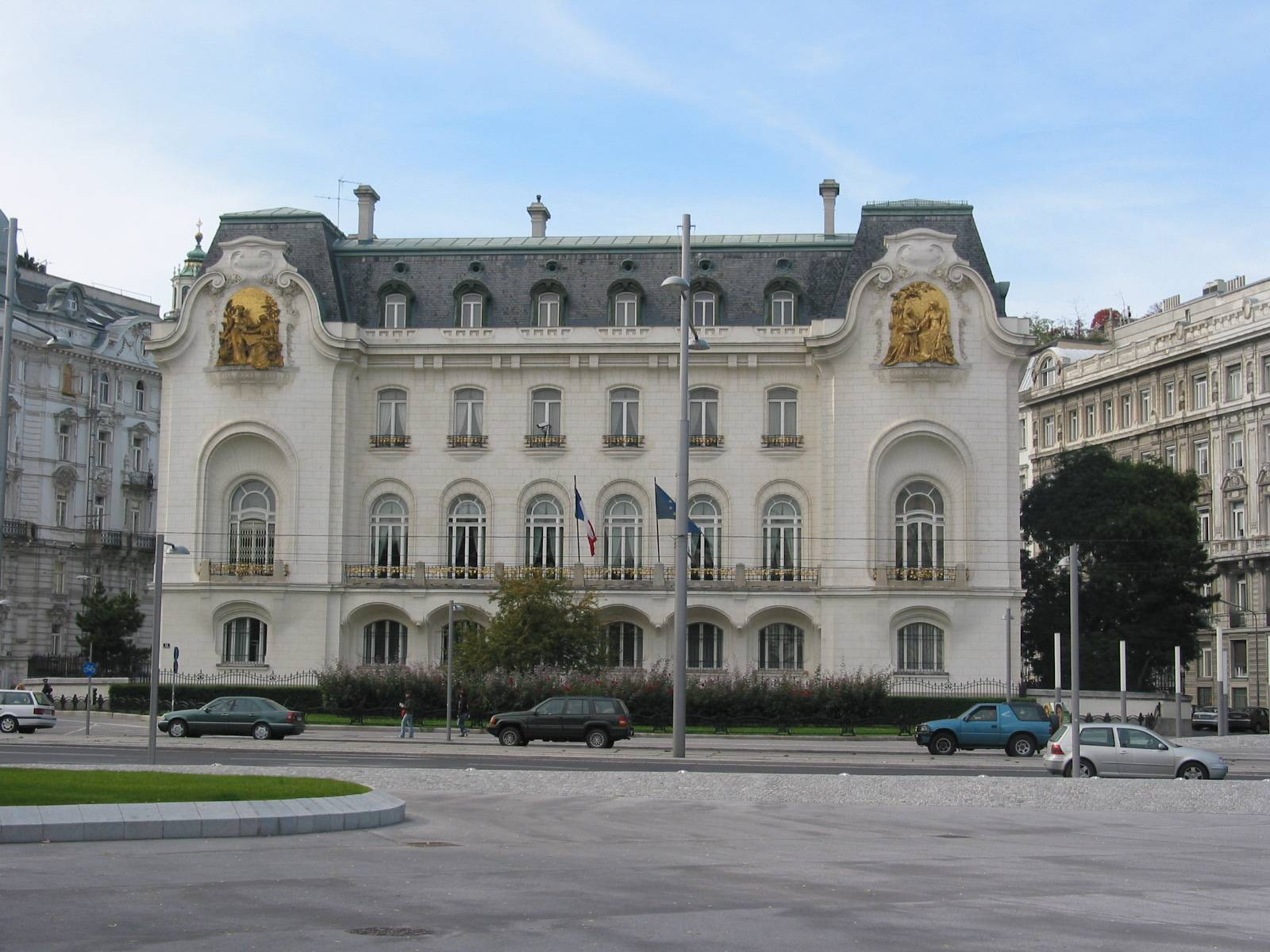
Frankrikes ambassad i Wien

- - Köpenhamn (Ambassad, se Frankrikes ambassad i Köpenhamn)
- - Tallinn (Ambassad)
- - Helsingfors (Ambassad, se Frankrikes ambassad i Helsingfors)
- - Aten (Ambassad)
  - Thessaloniki (Generalkonsulat)
- - Rom (Ambassad)
- - Reykjavik (Ambassad)
- - Dublin (Ambassad)
- - Rom (Ambassad, se Frankrikes ambassad i Rom)
  - Milano (Generalkonsulat)
  - Neapel (Generalkonsulat)
  - Turin (Generalkonsulat)
  - Genua (Konsulat)
- - Pristina (Ambassad)
- - Zagreb (Ambassad)
- - Riga (Ambassad)
- - Vilnius (Ambassad)
- - Luxemburg (Ambassad)
- - Skopje (Ambassad)
- - Valletta (Ambassad)
- - Chişinău (Ambassad)
- - Monaco (Ambassad)
- - Podgorica (Ambassad)
- - Haag (Ambassad)
  - Amsterdam (Generalkonsulat)
- - Oslo (Ambassad, se Frankrikes ambassad i Oslo)
- - Warszawa (Ambassad)
  - Kraków (Generalkonsulat)
- - Lissabon (Ambassad)
  - Porto (Generalkonsulat)
- - Bukarest (Ambassad)
- - Moskva (Ambassad)
  - Sankt Petersburg (Generalkonsulat)
  - Jekaterinburg (Generalkonsulat)
- - Bern (Ambassad)
  - Genève (Generalkonsulat)
  - Zürich (Generalkonsulat)
- - Belgrad (Ambassad)
- - Bratislava (Ambassad)
- - Ljubljana (Ambassad)
- - Madrid (Ambassad)
  - Barcelona (Generalkonsulat)
  - Bilbao (Generalkonsulat)
  - Sevilla (Generalkonsulat)
  - Alicante (Konsulat kontor)
  - Málaga (Konsulat kontor)
- - London (Ambassad)
  - Edinburgh (Generalkonsulat)
  - Gibraltar (Konsulat)
  - Jersey (Konsulat)
  - Guernsey (Konsulat)
- - Stockholm (Ambassad, se Frankrikes ambassad i Stockholm)
- - Prag (Ambassad)
- - Berlin (Ambassad)
  - Düsseldorf (Generalkonsulat)
  - Frankfurt (Generalkonsulat)
  - Hamburg (Generalkonsulat)
  - München (Generalkonsulat)
  - Saarbrücken (Generalkonsulat)
  - Stuttgart (Generalkonsulat)
- - Kiev (Ambassad)
- - Budapest (Ambassad)
- - Minsk (Ambassad)
- - Wien (Ambassad)

## Nordamerika
- - San José (ambassad)
- - Santo Domingo (ambassad)
- - San Salvador (ambassad)
- - Guatemala City (ambassad)
- - Port-au-Prince (ambassad)
- - Tegucigalpa (ambassad)
- - Kingston (ambassad)
- - Ottawa (ambassad)
  - Montréal (Generalkonsulat)
  - Québec (Generalkonsulat)
  - Toronto (Generalkonsulat)
  - Vancouver (Generalkonsulat)
  - Moncton (Konsulat)
- - Havanna (ambassad)
- - Mexico City (ambassad)
- - Managua (ambassad)
- - Panama City (ambassad)
- - Castries (ambassad)
- - Port of Spain (ambassad)

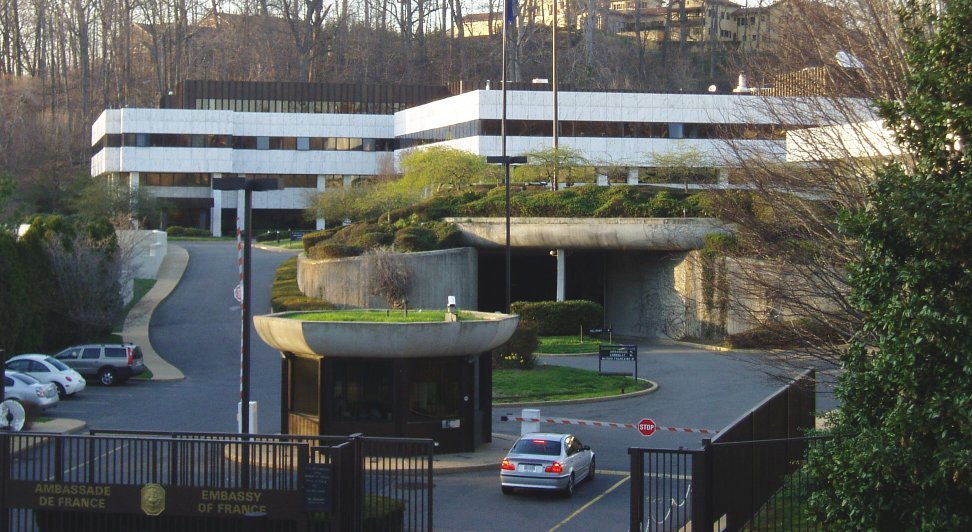
Frankrikes ambassad i Washington, D.C.

- - Washington, D.C. (ambassad, se Frankrikes ambassad i Washington)
  - Atlanta (Generalkonsulat)
  - Boston (Generalkonsulat)
  - Chicago (Generalkonsulat)
  - Houston (Generalkonsulat)
  - Los Angeles (Generalkonsulat)
  - Miami (Generalkonsulat)
  - New Orleans (Generalkonsulat)
  - New York (Generalkonsulat)
  - San Francisco (Generalkonsulat)

## Sydamerika

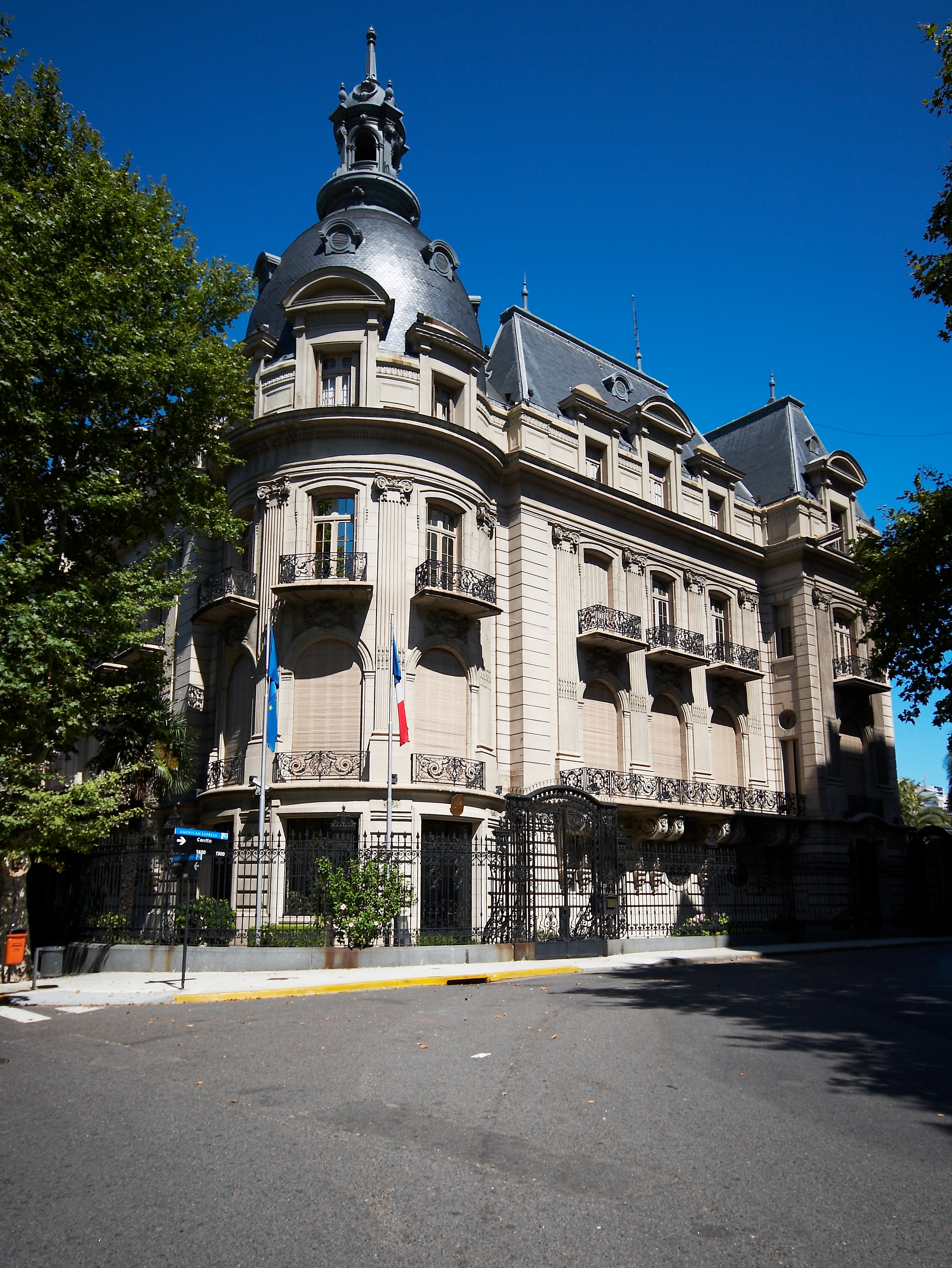
Frankrikes ambassad i Buenos Aires

- - Buenos Aires (Ambassad)
- - La Paz (Ambassad)
- - Brasília (Ambassad)
  - Rio de Janeiro (Generalkonsulat)
  - São Paulo (Generalkonsulat)
  - Recife (konsulat)
- - Santiago de Chile (Ambassad)
- - Bogotá (Ambassad)
- - Quito (Ambassad)
- - Asunción (Ambassad)
- - Lima (Ambassad)
- - Paramaribo (Ambassad)
- - Montevideo (Ambassad)
- - Caracas (Ambassad)

## Afrika

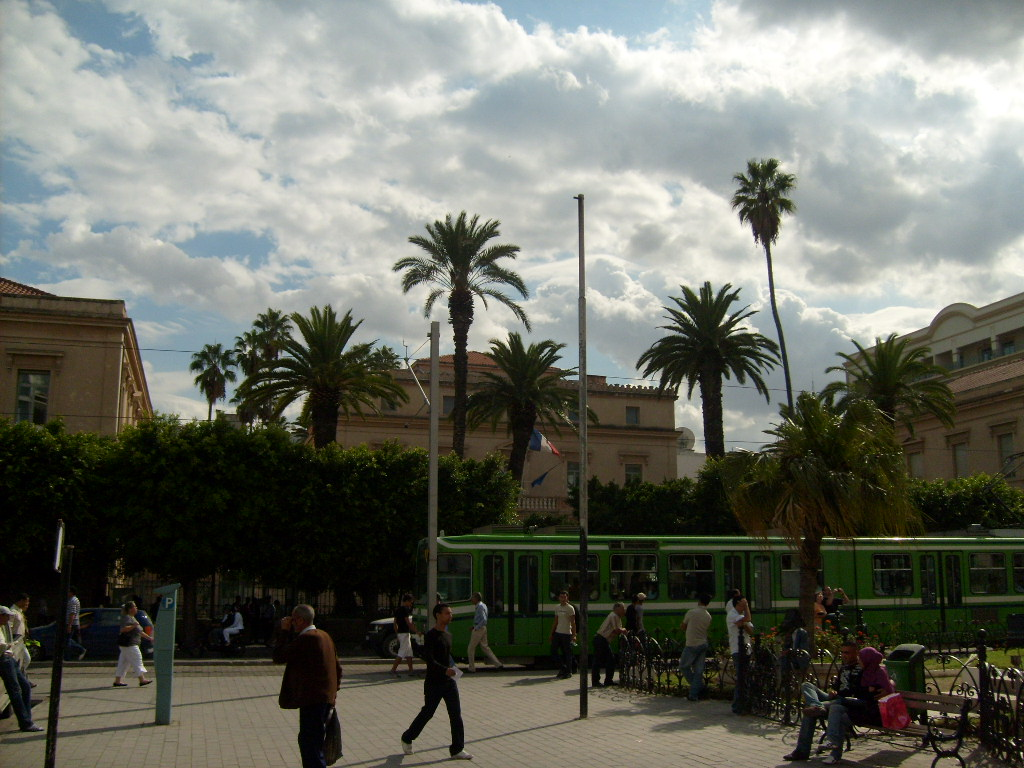
Frankrikes ambassad i Tunis

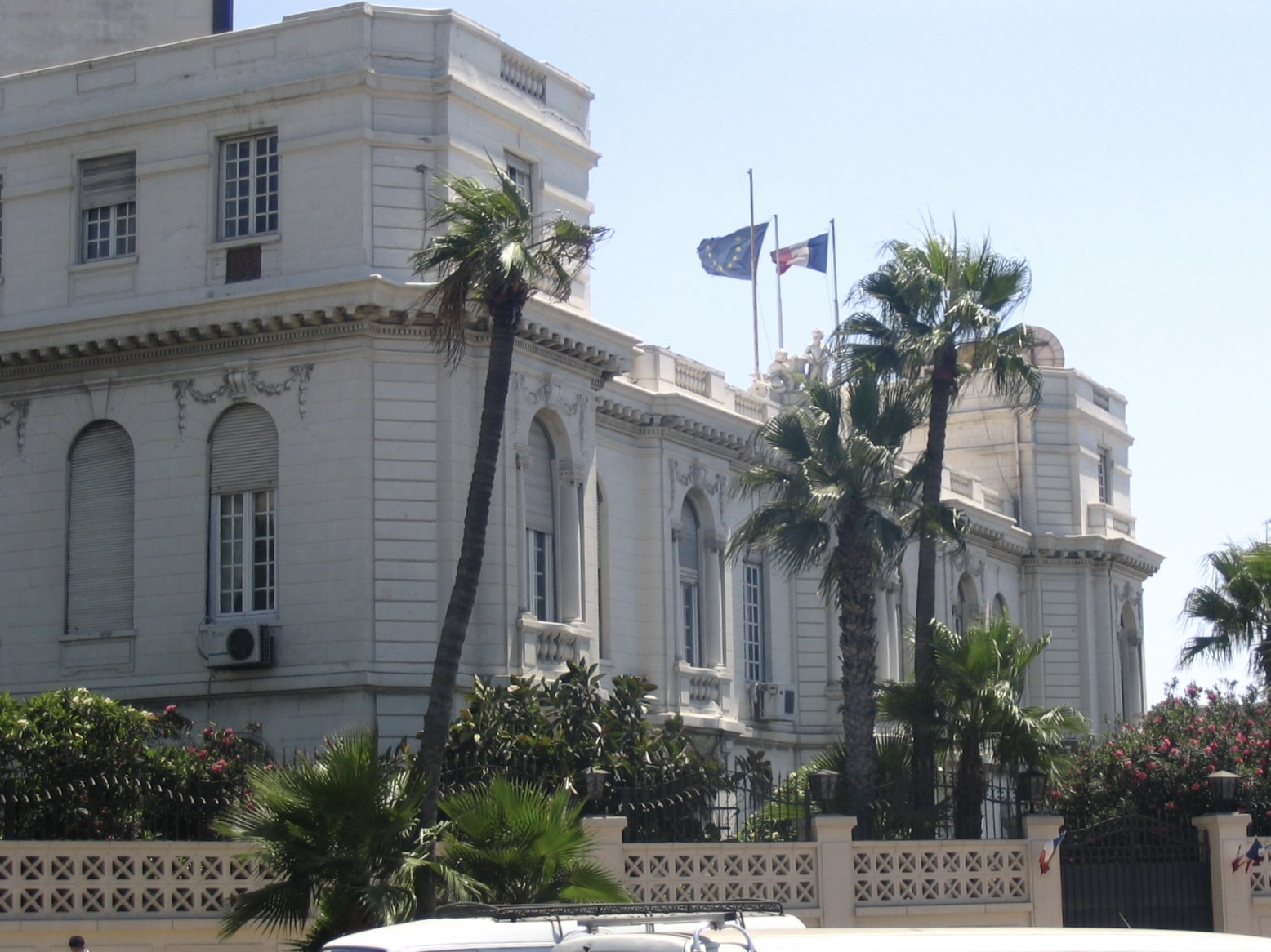
Frankrikes generalkonsulat i Alexandria

- - Alger (Ambassad)
  - Annaba (Generalkonsulat)
  - Oran (Generalkonsulat)
- - Luanda (Ambassad)
- - Cotonou (Ambassad)
- - Gaborone (Ambassad)
- - Ouagadougou (Ambassad)
- - Bujumbura (Ambassad)
- - Bangui (Ambassad)
- - Kinshasa (Ambassad)
- - Djibouti (Ambassad)
- - Abidjan (Ambassad)
- - Kairo (Ambassad)
  - Alexandria (Generalkonsulat)
- - Malabo (Ambassad)
- - Asmara (Ambassad)
- - Addis Abeba (Ambassad)
- - Libreville (Ambassad)
  - Port Gentil (Generalkonsulat)
- - Accra (Ambassad)
- - Conakry (Ambassad)
- - Bissau (Ambassad)
- - Yaoundé (Ambassad)
  - Douala (Generalkonsulat)
  - Garoua (Konsulat)
- - Praia (Ambassad)
- - Nairobi (Ambassad)
- - Moroni (Ambassad)
- - Brazzaville (Ambassad)
  - Pointe Noire (Generalkonsulat)
- - Tripoli (Ambassad)
- - Antananarivo (Ambassad)
  - Antsiranana (Konsulärt kontor)
  - Mahajanga (Konsulärt kontor)
  - Toamasina (Konsulärt kontor)
- - Bamako (Ambassad)
- - Nouakchott (Ambassad)
- - Port Louis (Ambassad)
- - Rabat (Ambassad)
  - Agadir (Generalkonsulat)
  - Casablanca (Generalkonsulat)
  - Fès (Generalkonsulat)
  - Marrakech (Generalkonsulat)
  - Tanger (Generalkonsulat)
- - Maputo (Ambassad)
- - Windhoek (Ambassad)
- - Niamey (Ambassad)
- - Abuja (Ambassad)
  - Lagos (Generalkonsulat)
- - Dakar (Ambassad)
  - Saint-Louis (Generalkonsulat)
- - Victoria (Ambassad)
- - Khartoum (Ambassad)
- - Pretoria (Ambassad)
  - Kapstaden (Ambassad/Generalkonsulat)
  - Johannesburg (Generalkonsulat)
- - Dar es-Salaam (Ambassad)
- - N'Djamena (Ambassad)
- - Lomé (Ambassad)
- - Tunis (Ambassad)
- - Kampala (Ambassad)
- - Lusaka (Ambassad)
- - Harare (Ambassad)

## Asien
- - Kabul (Ambassad)
- - Jerevan (Ambassad)
- - Baku (Ambassad)
- - Manama (Ambassad)
- - Dhaka (Ambassad)
- - Bandar Seri Begawan (Ambassad)
- - Rangoon (Ambassad)
- - Nicosia (Ambassad)
- - Manila (Ambassad)
- - Tbilisi (Ambassad)
- - New Delhi (Ambassad)
  - Chennai (Generalkonsulat)
  - Bombay (Generalkonsulat)
- - Jakarta (Ambassad)
- - Teheran (Ambassad)
- - Bagdad (Ambassad)
- - Tel Aviv (Ambassad)
  - Jerusalem (Generalkonsulat)
  - Haifa (Konsulat)
- - Tokyo (Ambassad)
  - Osaka (Generalkonsulat)
- - Amman (Ambassad)
- - Phnom Penh (Ambassad)
- - Almaty (Ambassad)
- - Bisjkek (Ambassad)
- - Peking (Ambassad)
  - Chengdu (Generalkonsulat)
  - Guangzhou (Generalkonsulat)
  - Hongkong (Generalkonsulat)
  - Shanghai (Generalkonsulat)
  - Wuhan (Generalkonsulat)
- - Kuwait City (Ambassad)
- - Vientiane (Ambassad)
- - Beirut (Ambassad)
- - Kuala Lumpur (Ambassad)
- - Ulan Bator (Ambassad)
- - Katmandu (Ambassad)
- - Muskat (Ambassad)
- - Islamabad (Ambassad)
  - Karachi (Generalkonsulat)
- - Doha (Ambassad)
- - Riyadh (Ambassad)
  - Jidda (Generalkonsulat)
- - Singapore (Ambassad)
- - Colombo (Ambassad)
- - Seoul (Ambassad)
- - Damaskus (Ambassad)
  - Aleppo (Konsulat)
- - Dusjanbe (Ambassad)
- - Taipei (Franska institutet i Taipei)
- - Bangkok (Ambassad)
- - Ankara (Ambassad)
  - Istanbul (Generalkonsulat)
- - Asjchabad (Ambassad)
- - Abu Dhabi (Ambassad)
  - Dubai (Generalkonsulat)
- - Sana (Ambassad)
- - Tasjkent (Ambassad)
- - Hanoi (Ambassad)
  - Ho Chi Minh-staden (Generalkonsulat)

## Oceanien
- - Canberra (Ambassad)
  - Sydney (Generalkonsulat)
- - Suva (Ambassad)
- - Wellington (Ambassad)
- - Port Moresby (Ambassad)
- - Port Vila (Ambassad)

## Internationella organisationer
- - Addis Abeba (delegation till Afrikanska unionen)
  - Bangkok (permanent delegation till UNESCAP)
  - Bryssel (permanent representation vid EU)
  - Bryssel (permanent representation vid NATO)
  - Genève (permanent representation vid FN och andra internationella organisationer)
  - Genève (permanent representation vid UNCD)
  - Genève (permanent delegation till WTO)
  - London (permanent representation vid IMO)
  - Montreal (representation to the ICAO)
  - Nairobi (permanent representation vid FN och andra internationella organisationer)
  - Nouméa (permanent delegation till SPC[förtydliga])
  - New York (permanent representation vid FN, se Frankrikes permanenta representation vid FN i New York)
  - Paris (permanent representation vid OECD)
  - Paris (permanent representation vid Unesco)
  - Rom (delegation till FAO)
  - Strasbourg (permanent representation vid Europarådet)
  - Haag (permanent representation vid OPCW))
  - Wien (representation vid FN och andra internationella organisationer)
  - Washington, D.C. (permanent delegation till Organization of American States, OAS)
  - Washington, D.C. (permanent delegation till ECLAC)
  - Washington, D.C. (delegation till IMF)
  - Washington, D.C. (delegation till Världsbanken)